# (35234) 1995 NH
1995 NH (asteroide 35234) é um asteroide da cintura principal. Possui uma excentricidade de 0.13335890 e uma inclinação de 14.90178º.
Este asteroide foi descoberto no dia 1 de julho de 1995 por Spacewatch em Kitt Peak.